# Saint-Priest-la-Prugne

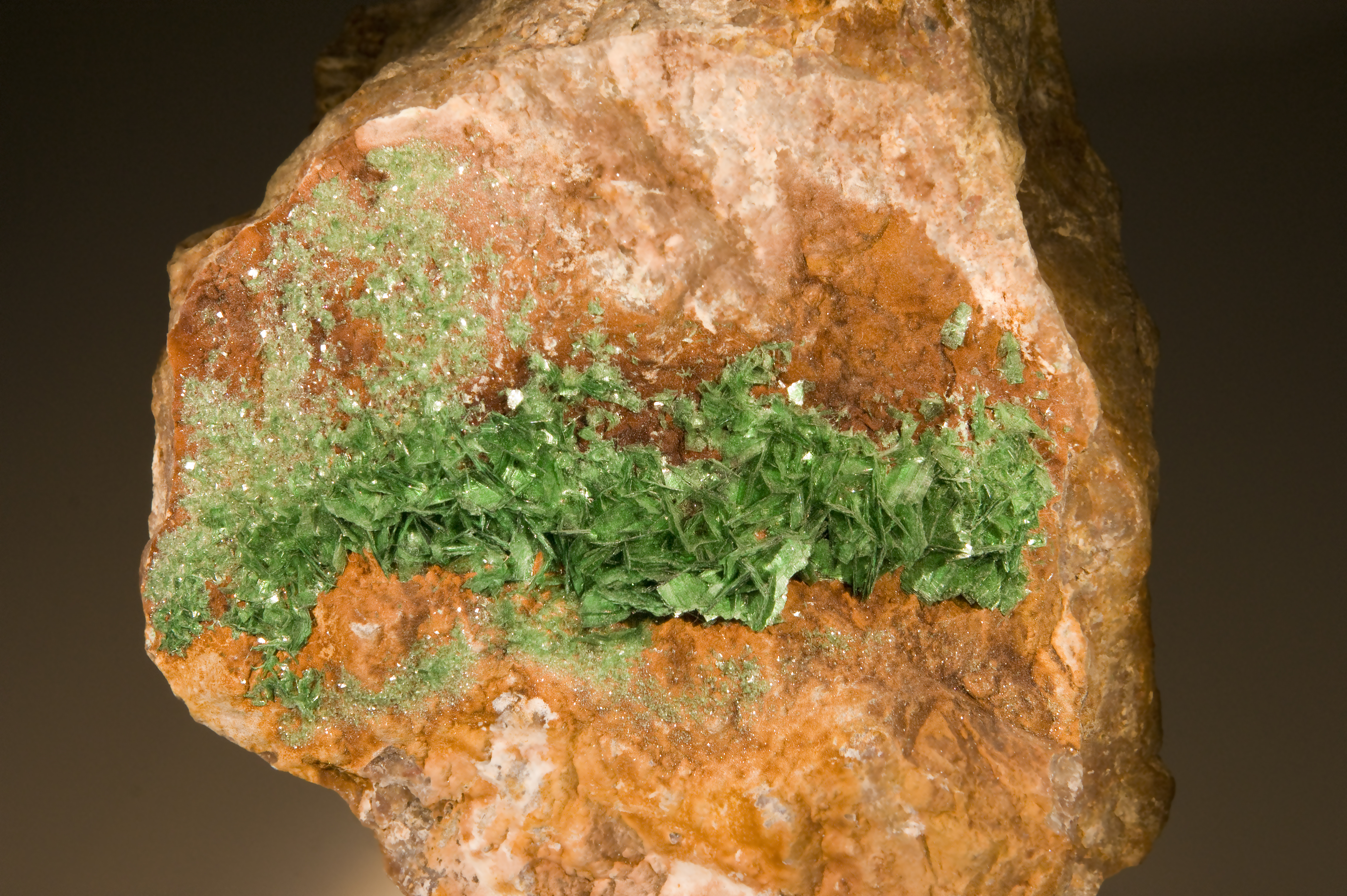
Torberniet (het groene kristal) uit Bois-Noirs

Saint-Priest-la-Prugne is een gemeente in het Franse departement Loire (regio Auvergne-Rhône-Alpes) en telt 442 inwoners (1999). De plaats maakt deel uit van het arrondissement Roanne.
Op het grondgebied van de gemeente is in 1951 de uraniummijn van Bois-Noirs ontdekt. Er werd bovengronds en tot een diepte van 440 meter uraniniet ontgonnen van 1955 tot de mijn in 1980 min of meer was uitgeput. In datzelfde jaar werd de extractiefabriek SIMO gesloten. Miljoenen ton laagradioactief steengruis werden in de omgeving gestort. Achter een dam van 42 meter hoog en 500 meter lang werd een artificieel meer aangelegd om de ontsnapping van radongas tegen te gaan en lekkage in de rivier de Besbre te voorkomen. Een sanering en betere bescherming is in het vooruitzicht gesteld maar blijkt vooralsnog te kostelijk.

## Geografie
De oppervlakte van Saint-Priest-la-Prugne bedraagt 36,1 km², de bevolkingsdichtheid is 12,2 inwoners per km².
De onderstaande kaart toont de ligging van Saint-Priest-la-Prugne met de belangrijkste infrastructuur en aangrenzende gemeenten.

## Demografie
Onderstaande figuur toont het verloop van het inwonertal (bron: INSEE-tellingen).